# José de Andonaegui
José de Andonaegui (Marquina-Jeméin, 1685 – Madrid, 3 de setembro de 1761) foi um nobre e militar espanhol.

## Biografia
José de Andonaegui nasceu em 1685 na cidade de Marquina-Jeméin, que fazia parte do Império Espanhol, sendo filho de Juan José de Andonaegui y Andonaegui e de sua esposa María Antonia de Zaldúa y Gamboa.

## Governador do Río de la Plata, retorno à Europa e morte

### Compromisso e gerenciamento
José de Andonaegui foi nomeado para o cargo de Governador de Buenos Aires em 1745, e ao chegar à cidade de Buenos Aires, capital de seu governo, no mesmo ano, nomeou Pérez de Saravia como Secretário Particular de Governo e da Capitania Geral, cujo cargo foi brevemente ocupado no mesmo ano por Juan Bautista Bonelli e aquele que o antecedeu desde 1743, por Diego de Alvarado.
Francisco Pérez de Saravia deixou o referido cargo burocrático em 1749 para retomá-lo no ano seguinte, mas renunciou novamente definitivamente em 1751 para se casar no mesmo ano com a segunda sobrinha do governador do River Plate, chamada Sabina de Sorarte, pelo que Andonaegui escolheu para o mesmo cargo a Miguel Pérez de la Mata (que o ocuparia até 1755). 

### Expedições a Misiones e Patagônia Oriental
O governador Andonaegui apoiou a expansão do território da província e garantiu as fronteiras, destacando-se sobretudo pelo seu apoio à liberalização do comércio. Lutou contra os indígenas, pondo fim à ameaça sobre Montevidéu. Entre outras coisas, liderou os Guaranis para as Missões Orientais da jurisdição luso-brasileira de acordo com o Tratado Hispano-Português de Madrid de 1750.

Sob sua administração, foram feitas expedições ao leste da Patagônia e começaram a explorar suas riquezas, mas seu mandato como governador terminou em 1756.